# Jierddajávrre
Jierddajávrre är en mindre sjö med en area på 44,51 hektar (0,4451 km2)  sjö som ligger 569 m ö.h. längst in i Gjerdalen (Jierddavuobme) i Hamarøy kommun i Norge.
Avrinningsområdet uppströms Jierddajávrre är 5,75 km2 stort och tillflöde sker främst från den närliggande sjön Juoksajávrre. Sjön avvattnas av Jierddajåhkå som är ett biflöde till Hierggejåhkå (Reinokselva). Vattnet hamnar slutligen i Atlanten via Kobbelva.
En markerad led går från inre Gjerdalen (från anläggningsvägen) förbi Jierddajávrre och Linnajávrre till Njoammeljávrre i Sverige. Även leden till toppen av Gasskatjåhkkå går förbi sjön.

## Galleri

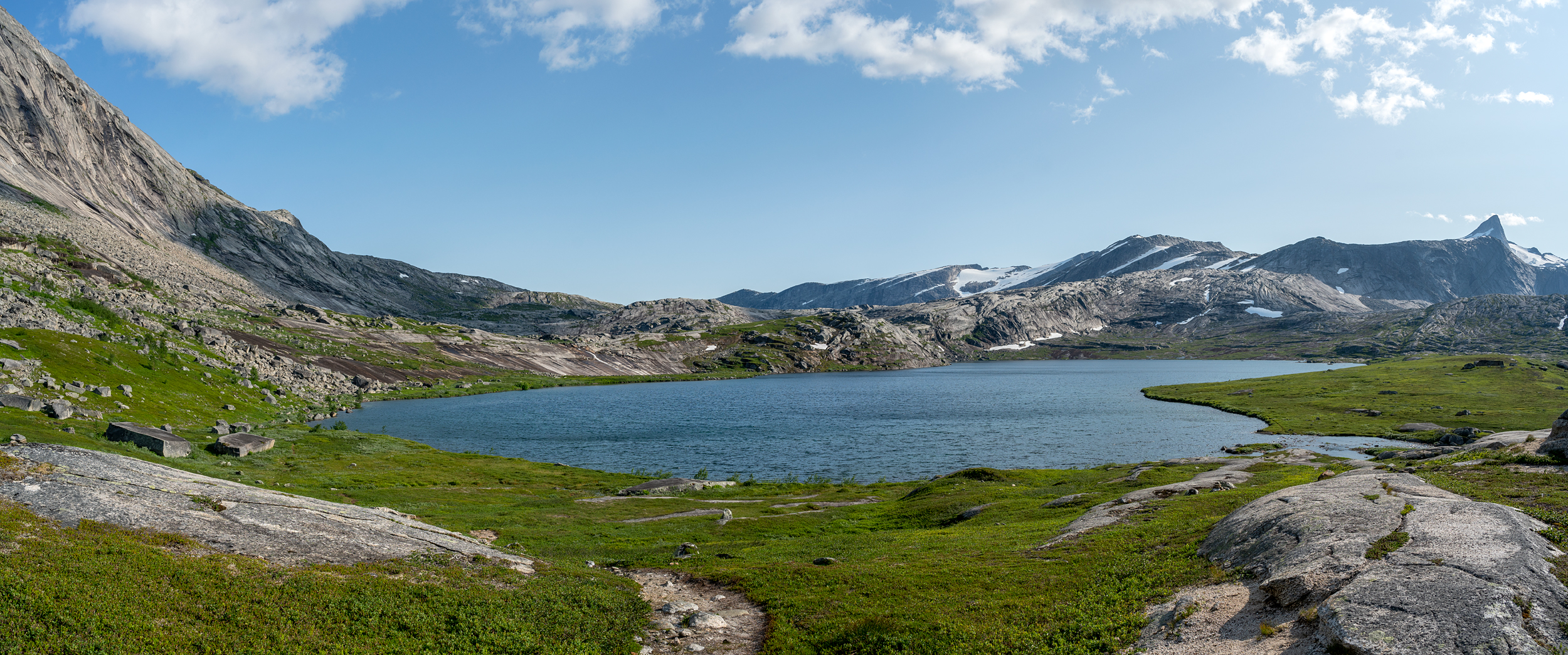
Jierddajávrre, vy mot söder.
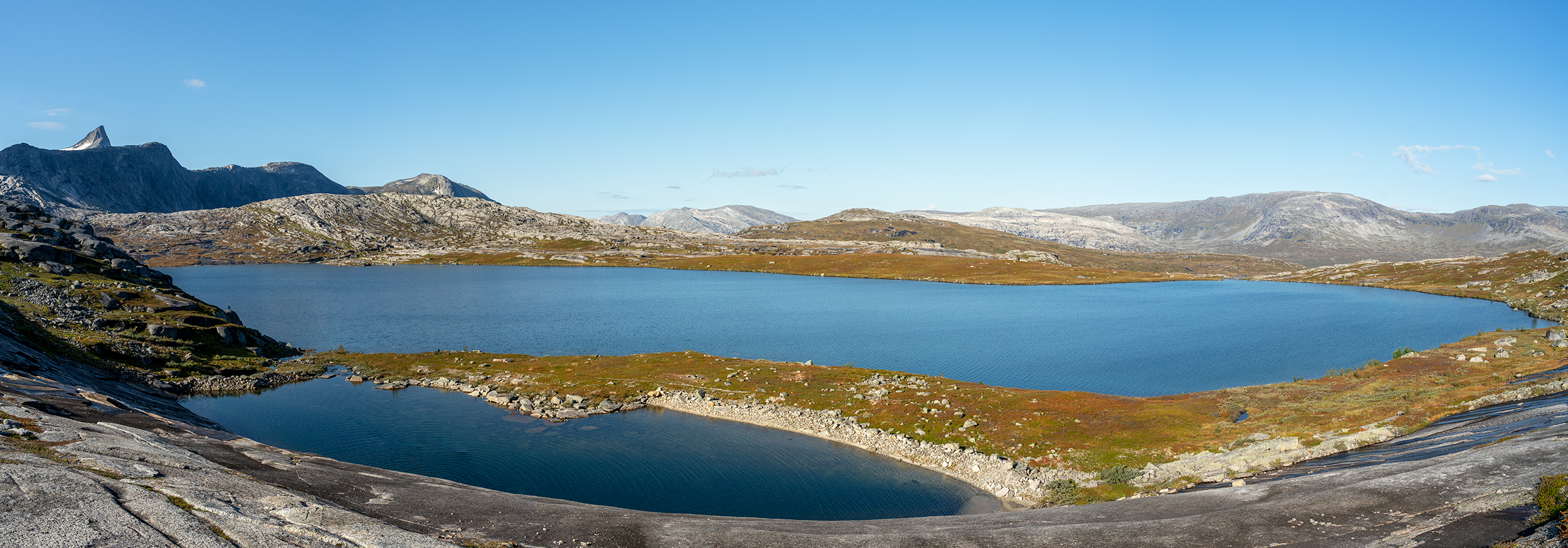
Jierddajávrre, vy mot nordväst.